# تاریخ یهودیان در سوریه
تاریخ یهودیان در سوریه به دو بخش تقسیم شده‌است. یهودیانی که از زمانهای بسیار دور در سرزمین سوریه ساکن بودند و یهودیان سفاردی که بعد از اخراجشان از اسپانیا در سال ۱۴۹۲ به سوریه فرار کردند. به صورت تاریخی گروههای یهودی بزرگی در دمشق،آلپو و قامیشلی وجود داشتند. در قرن بیستم درصد زیادی از یهودیان سوریه به ایالات متحده، آمریکای شمالی و جنوبی و اسرائیل مهاجرت کردند. امروزه جمعیت کمی از یهودیان در سوریه وجود دارد.

## در زمان معبد دوم
به صورت تاریخی یهودیان اعتقاد دارند که داوود نبی آن‌ها را در سوریه اسکان داده است. ژنرال داوود به نام یواب این منطقه را تحت کنترل داشت که در آن زمان آرام زوبا نامیده می‌شد. این نام بعداً به آلپو تغییر نام یافت. با اینکه این مسئله مورد اختلاف بین تاریخدانان است، به صورت قطعی یهودیان در دمشق و آلپو ساکن بوده‌اند.

## بعد از معبد دوم
در زمان رومیان حدود ۱۰۰۰۰ یهودی در دمشق ساکن بودند. پولس موفق شد بسیاری از یهودیان سوریه را مسیحی کند. اینکار باعث ناراحتی حاکم محلی شد به صورتی که او قصد به دستگیری پولس کرد. در زمان اولین جنگ رومیان-یهودیان بسیاری یهودیان توسط بت‌پرستان کشته شدند. در قرن پنجم میلادی یهودیان در دمشق می‌زیستند و در کنیسه یوبار عبادت می‌کردند. در قرن پنجم میلادی، جروم اشاره می‌کند که تعدادی ناصری در سوریه وجود داشتند که به زبان عبری عبادت می‌کردند. در زمان جنگ رومیان و پارسیان معمولاً دمشق آسیب زیادی می‌دید. وقتی در سال ۶۱۴ میلادی سوریه توسط پارسیان تسخیر شد یهودیان به پارسیان ملحق شدند و به همراه آنان برای انتقام گرفتن از مسیحیان جنگیدند. در سال ۶۳۵ میلادی دمشق به دست مسلمانان افتاد.

## در زمان حکومت اسلامی
در زمان حکومت اموی و عباسی یهودیان به حیات خود در سوریه ادامه دادند. در زمان جنگ صلیبی اول تعداد زیادی از یهودیان فلسطین به دمشق مهاجرت کردند تا از مالیات بیش از حد صلیبیان فرار کنند. بنیامین تودلایی از دمشق در سال ۱۱۷۰ میلادی دیدن کرد که در آن زمان در کنترل شاه سلجوقی نورالدین زنگی بود. او ۳۰۰۰ یهودی ربانی و ۲۰۰ یهودی قرائی یافت. در این زمان مطالعات یهودی شکوفا شد و مرکز مطالعات یهودی به سوریه منتقل شد. در زمان صلاح الدین ایوبی شهر دمشق دوباره شکوفا شد ولیکن بعد از مرگ او هرج و مرج زیادی اتفاق افتاد. در سال ۱۵۱۶ میلادی این منطقه توسط ترکان عثمانی تسخیر شد.

## مهاجرت یهودیان اسپانیا
در سال ۱۴۹۲ میلادی یهودیان سفاردی از اسپانیا اخراج شدند. بسیاری از آنان در کشورهای اسلامی ساکن شدند. آن‌ها در دمشق و آلپو ساکن شدند. در دمشق یهودیان تحت تأثیر تعالیم کابالایی اسحاق لوریا قرار گرفتند. از این رو تفاوتهایی بین رسومهای یهودیان دمشق و آلپو وجود داشت.

## در حکومت عثمانی
در زمان حکومت عثمانی یهودیان در دمشق و آلپو به حیات خود ادامه دادند. تعالیم کابالیستی اسحاق لوریا و شاگردانش نظیر حایم ویتال از شهر صفد به سوریه نفوذ کرد. بسیاری از متون اولیه کابالا در سوریه نوشته شده‌است. بعضی یهودیان اسپانیایی و ایتالیایی که در سوریه ساکن بودند تابعیت اروپایی خود را حفظ میکردند تا بر اساس کاپیتولاسیون عثمانیان قوانین اروپایی به جای قوانین ذمی اسلامی به آنان اعمال شود. یهودیان سوریه در قرن نوزدهم چندین بار مورد حملات شدید قرار گرفتند. معروفترین این اتفاقها توطئه دمشق نام دارد که یهودیان متهم شدند پدر توماس را برای اعمال سحرآمیز قربانی کردند.

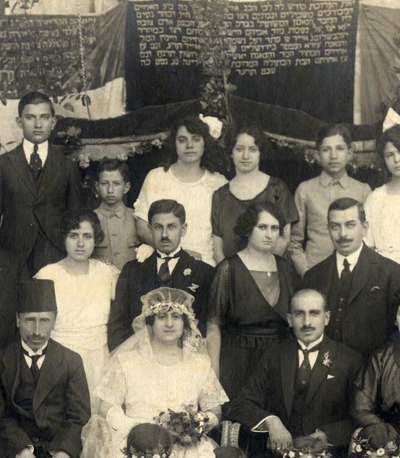
عروسی یهودی در آلپو سوریه.

چهار خواهر یهودی که مورد تجاوز قرار گرفتند.

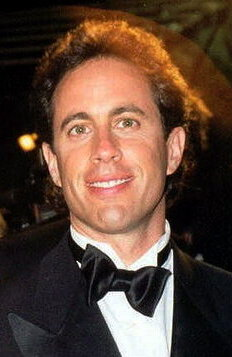
جری ساینفلد از معروفترین یهودیان سوری نیویورک است.

در قرن نوزدهم اهمیت تجاری آلپو و دمشق به صورت زیادی کاهش یافت. بسیاری یهودیان به مصر و از آنجا به انگلستان مهاجرت کردند. بسیاری از یهودیان سوریه به شهر نیویورک در ایالات متحده مهاجرت کردند. در بروکلین نیویورک جمعیت قابل توجهی از یهودیان سوری وجود دارد.

## حکومت فرانسویها
احساسات ضد یهودی در سوریه در سال‌های ۱۹۳۰ به شدت زیاد شد. بسیاری از یهودیان تصمیم به مهاجرت گرفتند. در سال ۱۹۴۶ سوریه از فرانسه مستقل شد. دولت جدید سوریه مهاجرت یهودیان را ممنوع کرد. بعد از اینکه سازمان ملل به تشکیل کشور اسرائیل رای داد خشونت زیادی علیه یهودیان در شهرهای دمشق و آلپو اتفاق افتاد. در سال ۱۹۴۷ حدود ۷۵ یهودی در آلپو کشته شدند. بسیاری از یهودیان در این زمان به صورت غیرقانونی به اسرائیل مهاجرت کردند.

## بعد از سال ۱۹۴۸

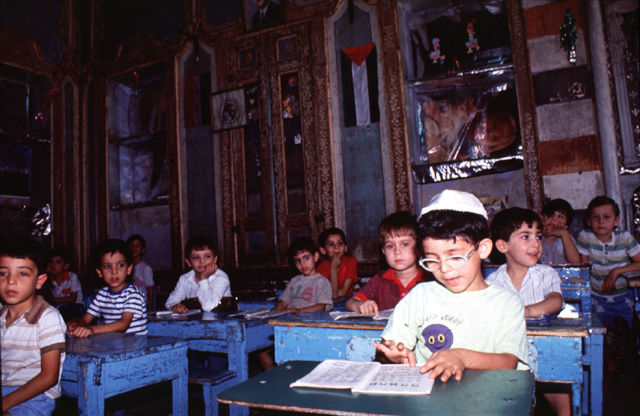
دانش آموزان یهودی در دشمق

با اینکه یهودیان از کشورهای دیگر عربی به اسرائیل مهاجرت کردند، دولت سوریه مهاجرت یهودیان را ممنوع کرد. بسیاری از آن‌ها به صورت غیرقانونی از طریق لبنان به اسرائیل رفتند. ولیکن بعد دولت سوریه پاسپورت یهودیان را از آن‌ها گرفت. در سال ۱۹۴۸ دولت فروش اموال یهودیان را ممنوع کرد. در سال ۱۹۵۳ حساب بانکی یهودیان قطع شد. اموال یهودیان ضبط شدند و خانه‌های یهودیان به مهاجران فلسطینی داده شد. در سال ۱۹۶۴ دستوری جدید حضور یهودیان را در دولت و بانکها منع کرد، به آن‌ها اجازه گواهینامه رانندگی داده نشد، و آن‌ها از خرید زمین و خانه منع شدند. با اینکه خروج آن‌ها از کشور ممنوع بود، بعضی اوقات به دلایل پزشکی به آن‌ها اجازه خروج داده می‌شد. هر یهودی که از کشور خارج می‌شد باید مقداری وثیقه نزد دولت باقی می‌گذاشت. جاده فرودگاه از روی قبرستان یهودیان کشیده شد، مدارس یهودی تعطیل شدند و به مسلمانان داده شدند. وزارت اطلاعات سوریه یهودیان را به شدت تحت نظر داشت و هرگونه ارتباط آنان با خارجیان تحت نظر بود. بعد از جنگ شش روزه اعراب و اسرائیل خشونت علیه یهودیان شدت یافت. بسیاری از یهودیان از کارهای خود اخراج شدند.در سال ۱۹۵۴ دولت سوریه به صورت موقت مهاجرت یهودیان را آزاد نمود. ولیکن بعد از مدت کوتاهی دوباره آن را ممنوع کرد. در سال ۱۹۷۷ حافظ اسد بعد از ملاقات با جیمی کارتر اجازه داد که تعدادی از یهودیان مهاجرت کنند. در سال ۱۹۷۴ چهار دختر یهودی مورد تجاوز و سپس قتل قرار گرفتند. بسیاری از یهودیان بین سال‌های ۱۹۷۴ تا ۱۹۹۰ به صورت غیرقانونی به اسرائیل مهاجرت کردند.

## قرن ۲۱
در قرن ۲۱ تعداد یهودیان باقی‌مانده در سوریه بسیار اندک است. قوانین فعلی هنوز هم حضور یهودیان را در دولت منع می‌کند و آن‌ها نیازی به انجام خدمت سربازی ندارند. یهودیان تنها اقلیتی در سوریه هستند که دین آن‌ها در پاسپورتشان ذکر شده‌است. با اینکه گاهی خشونت علیه آن‌ها توسط فلسطینیها بروز می‌کند، دولت سوریه تلاش برای مراقبت از آن‌ها می‌کند. یک مدرسه یهودی وجود دارد. بین سال‌های ۲۰۰۰ تا ۲۰۱۰ یهودیان دیگری به اسرائیل مهاجرت کردند. جمعیت یهودیان در این زمان حدود ۱۰۰ نفر تخمین زده می‌شود. در ماه می سال ۲۰۱۲ جمعیت یهودی در سوریه ۲۲ نفر بود. بیشتر این افراد سالخورده بوده و در دمشق در همسایگی تنها کنیسه این شهر ساکن بودند.